# Bulgogi
Bulgogi (kor. 불고기) – popularne danie kuchni koreańskiej. 
Przyrządzane jest z cienko pokrojonej w paski wołowiny, marynowanej przez minimum 2 godziny w sosie sojowym z dodatkiem czosnku, soli, cukru, oleju sezamowego, cebuli oraz sezamu. Opcjonalnie dodaje się czasami mirin oraz marchew. Tak przyrządzone mięso piecze się następnie na grillu.